# Sąsiadowice
Sąsiadowice (ukr. Сусідовичі, Susidowyczi) – wieś na Ukrainie, obwodzie lwowskim, w rejonie samborskim (wcześniej w rejonie starosamborskim). Wieś liczy około 1300 mieszkańców. Leży nad rzeką Strwiąż. Jest siedzibą silskiej rady, pod którą podlega też wieś Nadyby.
W miejscowości znajduje się rzymsko-katolicka parafia św. Anny.

## Historia
Pierwsza wzmianka o wsi pochodzi z 1374 roku, kiedy to książę Władysław Opolczyk nadaj ją rodzinie Herburtów, osiadłych w Felsztynie. W następnym stuleciu poświadczona jest parafia rzymskokatolicka.
Wieś szlachecka, własność Herburtów, położona była w 1589 roku w ziemi przemyskiej województwa ruskiego.
W XVII wieku wieś została pięciokrotnie splądrowana:
- 1620 (październik) gdy właścicielem był Jan Mikołaj Daniłowicz w trakcie najazdu Tatarów krymskich i budżackich była najbardziej wysuniętą na zachód osadą do której dotarli Tatarzy. Zniszczony został kościół[4].
- 1621 (październik) gdy właścicielem był Erazm Herburt najazd Tatarów krymskich i budżackich zniszczył 5 łanów upraw i 1 gospodarstwo zagrodnika[5].
- 1624 (czerwiec) gdy miejscowość była własnością klasztoru Karmelitów Trzewiczkowych w Sąsiadowicach, w wyniku najazdu Tatarów budżackich zniszczony został kościół[6].
- 1648 (październik/listopad) gdy właścicielem był Mikołaj Daniłowicz w wyniku połączonego najazdu Tatarów krymskich, budżackich i Kozaków zaporoskich zniszczono 6 z 16 łanów, 15 z 35 gospodarstw zagrodników, 20 stodół, zrabowano 40 koni i bydło. Z najazdu ocalała karczma. Ponadto 10,5 łana leżało odłogiem w wyniku strat z przejścia zarazy, wybierania nienależnych podatków przez oddziały armii koronnej i zbiegostwa miejscowych poddanych[7].
- 1672 (wrzesień/październik) gdy właścicielem był Mikołaj Daniłowicz w wyniku najazdu Tatarów zniszczono 7 z 10 łanów oraz gospodarstwa zagrodników. Ocalało 8 domów i 2 gospodarstwa zagrodników. Wiadomo że z tych samych powodów co w 1648 połączonych ze skutkami tego najazdu 16,5 łana leżało odłogiem[8].

Od 1872 roku przez wieś przechodzi linia kolei Dniestrzańskiej.
W 1921 roku liczyły około 2135 mieszkańców. W II Rzeczypospolitej miejscowość była siedzibą gminy wiejskiej Sąsiadowice w powiecie samborskim w woj. lwowskim. 
W 1940 roku NKWD zesłało na Syberię 13 mieszkańców wioski oraz wcieliło do Batalionów Roboczych w głębi ZSRR 9 młodych Polaków. W  1946 roku nacjonaliści ukraińscy z OUN-UPA zamordowali tutaj 3 Polaków i 3 Łemków.
Po II wojnie światowej tutejsza ludność polska została przymusowo wysiedlona, a jej jedno z głównych skupisk znajduje się w Bielkowie na Pomorzu Zachodnim.
We wsi znajduje się oddział Towarzystwa Kultury Polskiej Ziemi Lwowskiej oraz polska sobotnia szkoła.
Według spisu powszechnego z 2001 roku, 21,5% mieszkańców Sąsiadowic uznało język polski za ojczysty. 
W Sąsiadowicach urodził się Władysław Smereka – polski ksiądz katolicki, biblista, tłumacz Biblii Tysiąclecia, prezes Polskiego Towarzystwa Teologicznego w Krakowie.

## Ważniejsze obiekty
- Kościół pw. św. Mikołaja – drewniany kościół rzymskokatolicki sprzed XVII w., wielokrotnie niszczony, a ostatecznie spalony[14].
- Kościół św. Anny w Sąsiadowicach – kościół rzymskokatolicki z 1591 r. Posługę w nim od 1603 roku prowadzili ojcowie karmelici. W 1946 roku musieli opuścił świątynię, która została zamieniona na cele świeckie. W 1989 roku zwrócono ją katolikom. W 2011 roku powrócili do niej karmelici. 24 lipca 1916 r. arcybiskup lwowski Mieczysław Mokrzycki erygował tu sanktuarium Świętej Anny Samotrzeciej[15].
- Klasztor Karmelitów w Sąsiadowicach – klasztor karmelitów